# Arsacio de Nicomedia
Arsacio de Nicomedia fue soldado persa que sirvió en los ejércitos romanos y después administró los bienes del emperador.
Abrazó más tarde el cristianismo y sufrió mucho en la persecución de Licinio. Profetizó el temblor de tierra acaecido en Nicomedia en 358. La Iglesia católica celebra su fiesta el 16 de agosto, fecha probable de su muerte.